# American Heroes Channel
American Heroes Channel är en kabel- och satellit-tvkanal som fokuserar på militära och militärhistoriska spörsmål. Kanalen ägs av Discovery Channel och ersatte (i Nordamerika) kanalen Discovery Wings. Discovery Wings var så gott som uteslutande fokuserad på flygtekniska frågor vilket gjort att även många av Military Channels program handlar on flyg. Eftersom Military Channel är en del av Discoverys programutbud visar man även många program som går på nätverkets övriga kanaler, till exempel Discovery Channel.
Slogan av American Heroes Channel är "The home of the brave" (ung. Hemmet av de modiga).
En stor del av kanalutbudet är dokumentärer, till största delen om modern krigföring och då i första hand USA:s krigsmakt från andra världskriget och framåt. Motsvarande innehåll visas delvis på The History Channel och History Channel International, men deras program är mer diversifierade militärhistoriskt sett och handlar följaktligen om alla typer av krigföring från förhistorisk tid och framåt. Military Channel är mer inriktad på samtiden.
Discoverys Military Channel har emellertid inget gemensamt med den kanal som startade i slutet av 1990-talet men som lades ned i juni 1999 på grund av finansiella problem.